# Lycium depressum
Lycium depressum ist eine Pflanzenart aus der Gattung der Bocksdorne (Lycium) in der Familie der Nachtschattengewächse (Solanaceae).

## Beschreibung
Lycium depressum ist ein 1,5 bis 2,5 m hoher, mit Stacheln bewehrter Strauch. Die Laubblätter sind 20 bis 50 mm lang und 4 bis 17 mm breit. Die Blattspreite ist langgestreckt, umgekehrt lanzettlich bis elliptisch-langgestreckt, elliptisch-lanzettlich oder lanzettlich bis schmal lanzettlich. Die Spitze ist Stumpf bis nahezu spitz, die Basis keilförmig.
Die Blüten stehen einzeln oder in Büscheln aus zwei bis sechs an 5 bis 7 mm langen Blütenstielen. Der Kelch ist mehr oder weniger becherförmig, die Kelchlappen sind unregelmäßig, können stumpf oder spitz sein und sind fein behaart. Die Krone ist blass violett bis violett gefärbt. Die Kronröhre ist 4 bis 5 mm lang, unbehaart und trichterförmig. Die Länge der Kronlappen entspricht in etwa ein Drittel der Länge der Kronröhre, die Kronlappen sind bewimpert. Die Staubblätter stehen über die Krone hinaus, die Staubfäden sind an der Basis unbehaart.
Die Frucht ist eine rote, kugelförmige 5 bis 6 mm durchmessende Beere. Die Samen sind nierenförmig, braun, etwa 2 mm lang und fein netzartig-grubig.
An der Frucht verlängert sich der Blütenstiel auf bis zu 24 mm.
Die Chromosomenzahl beträgt 2n = 24.

## Vorkommen
Die Art kommt in Westasien, Zentralasien, im Kaukasusraum und in Pakistan vor.

## Systematik
Nach molekularbiologischen Untersuchungen ist die Art am nächsten mit Lycium europaeum verwandt. Beide sind in einer großen monophyletischen Klade aus altweltlichen Arten der Gattung eingeordnet, die genauen Verwandtschaftsbeziehungen innerhalb der Klade sind jedoch noch ungeklärt.